# Großhabersdorf
Großhabersdorf er en kommune i Landkreis Fürth i Regierungsbezirk Mittelfranken i den tyske delstat Bayern.
Den ligger i den sydvestlige del af landkreisen, cirka halvvejs mellem Ansbach og Nürnberg.

## Geografi
Großhabersdorf ligger i landskabet Rangau, omkring 21 km vest for Nürnberg, 20 km nordøst for Ansbach og 44 km øst for Rothenburg ob der Tauber. Floden Bibert, der ved Zirndorf løber ud i Rednitz, løber gennem kommunen.

### Nabokommuner
Nabokommunerne er (med uret, fra nord):
- Langenzenn
- Cadolzburg
- Ammerndorf
- Roßtal
- Heilsbronn
- Dietenhofen
- Wilhermsdorf

### Inddeling
I kommunen ligger 12 landsbyer og bebyggelser:
| - Bronnenmühle - Fernabrünst - Großhabersdorf - Hornsegen | - Oberreichenbach - Schwaighausen - Stammesmühle - Unterschlauersbach | - Vincenzenbronn - Weihersmühle - Wendsdorf - Ziegelhütte |  |

Indtil 1998 udgjorde Großhabersdorf sammen med Ammerndorf Verwaltungsgemeinschaft Großhabersdorf, som da blev nedlagt.

## Eksterne kilder og henvisninger
- Wikimedia Commons har flere filer relateret til Großhabersdorf

1. ↑  Ortsdatenbank der Bayerischen Landesbibliothek